# Gisèle Freundová
Gisèle Freundová (původním jménem Gisela Freund, v některých pramenech uváděna jako Gisèle Freund, 19. prosince 1908, Berlín – 31. března 2000, Paříž) byla francouzská fotografka německého původu, historička a autorka knih o fotografii. Je známá svými dokumentárními fotografiemi a portréty spisovatelů a umělců. Její nejznámější kniha je Photographie et société (Fotografie a společnost) z roku 1974 o užití a zneužití fotografie v médiích.

## Život a dílo

### Mládí
Narodila se v bohaté židovské průmyslnické rodině v berlínské čtvrti Schöneberg. Její otec Julius Freund řídil rodinnou firmu a matka Clara byla v domácnosti. Otec byl milovník a sběratel umění se zájmem o práci fotografa Karla Blossfeldta, kterého podporoval při studiích zaměřených na fotografování přírodních objektů. Gisèle měla možnost seznámit se s jeho tvorbou, a když ke svým 15. narozeninám dostala od otce svůj první fotoaparát, velmi brzy se pro fotografování nadchla. Matka ji přihlásila do rodinné školy, ale moc nevěřila tomu, že dcera bude mít trpělivost ji dokončit. Gisèle však školu ukončila a za složení závěrečné zkoušky dostala od otce další dárek, tentokrát fotoaparát značky Leica.
Začala studovat sociologii na univerzitách ve Freiburgu v Breisgau a Frankfurtu nad Mohanem, kde byli jejími profesory Karl Mannheim a Norbert Elias. Mezi lety 1931 a 1933 navštěvovala Institut pro sociální výzkum, vedený slavným profesorem Theodorem W. Adornem. Na univerzitě se seznámila s filozofem Walterem Benjaminem, se kterým navázala silné přátelství. Angažovala se v hnutí proti nastupujícímu fašismu. Připojila se k socialisticky smýšlející studentské skupině Rote Studentengruppe a svojí fotografickou tvorbou, stále více zaměřenou na dokumentární fotografii, vyjadřovala své sociální postoje. Zdokumentovala také jednu z posledních pouličních politických demonstrací v Německu před nástupem Adolfa Hitlera k moci. Vzhledem k tomu, že byla Židovka a nastupujícím režimem byla označena za komunistickou aktivistku, necítila se v Německu bezpečně a na radu přátel se rozhodla emigrovat do Francie.

### Předválečná léta
Odjela do Paříže, kde v roce 1936 dokončila studia sociologie a historie umění. Jako disertační práci fotograficky dokumentovala pro časopis Life dopady Velké hospodářské krize na obyvatelstvo v severní Anglii. Po ukončení školy pracovala ve Francouzské národní knihovně, kde zároveň připravovala svoji první knihu La Photographie en France au XIX. siècle (Fotografie ve Francii 19. století). Zde se velmi často potkávala se svým dobrým přítelem Walterem Benjaminem, který též emigroval do Francie, žil v té době v Paříži a psal zde svoji studii o básníkovi Charlesi Baudelairovi.
Brzy po příjezdu do Paříže se Gisèle Freundová seznámila s feministkou Adrienne Monnierovou, přítelkyní Sylvie Beachové, Američanky usazené v Paříži, a majitelky malého knihkupectví Shakespeare & Cie v ulici l'Odèon č. 6 , specializujícího se na anglicky psanou literaturu. Ve stejné ulici měla Adrienne Monnierová vlastní malé vydavatelství Maison des Amis des Livres (Vydavatelství přátel knih) s knihovnou a významně pomáhala Gisèle Freundové v jejích uměleckých začátcích ve Francii i tím, že vydala knižně její disertační práci o francouzské fotografii 19. století. V roce 1939 také uspořádala ve své knihovně výstavu autorčiných fotografií.
Prostřednictvím svých přátel poznala Gisèle Freundová mnoho osobností pařížského kulturního života. Tím, že je všechny fotografovala, se jí podařilo pořídit kolekci unikátních černobílých a později i barevných portrétů umělců, kteří se v budoucnu stali světově uznávanými. Mezi ně patřili především spisovatelé James Joyce, Virginia Woolfová, Colette, Henri Michaux, Marguerite Yourcenarová, Jean Cocteau, Jean-Paul Sartre, Simone de Beauvoir, Samuel Beckett, Walter Benjamin a další. Velmi známou se stala její fotografie, na které spisovatel a politik André Malraux stojí ve větru na balkoně s cigaretou v ústech. Tato fotografie je nyní ve sbírkách Musée d'art de Toulon (Muzea umění v Toulonu).
Již v roce 1935, kdy se konal v Paříži Congrès international des écrivains pour la défense de la culture (Mezinárodní kongres spisovatelů na obranu kultury), kterého se zúčastnili spisovatelé André Gide, Aldous Huxley a Boris Pasternak, pořídila Gisèle Freundová také jejich portréty. V roce 1936, sňatkem s Francouzem Pierrem Blumem, získala francouzské státní občanství. V roce 1938 začala používat barevný diapozitivní materiál od firmy Agfa Color a Kodak a mezi prvními, kterým udělala barevný fotografický portrét, byli Paul Valéry, Ernest Hemingway, Francis Scott Fitzgerald, Nathalie Sarrautová, André Breton, Romain Rolland a Jacques Prévert.

### Válečná léta
Během druhé světové války odjela do Argentiny na pozvání argentinské spisovatelky a vydavatelky nezávislé literární revue SUR Victorie Ocampové. Tam se poznala a spřátelila s argentinskými intelektuály z okruhu této spisovatelky, kteří se podíleli na vydávání její revue (Jorge Luis Borges, Maria Rosa Olivera, Adolfo Bioy Casares a další). V Buenos Aires založila edici Victoria na podporu vydávání francouzské literatury. V roce 1945 uspořádala prostřednictvím své nadace Solidaridad con los escritores franceses (Solidarita s francouzskými spisovateli) sbírku potravin a ošacení, které poslala do Francie. V témže roce se pak v Chile přidala jako asistentka režie a fotografka k francouzskému filmovému štábu, který zde natáčel film s názvem La Fruta mordida (Nakousnuté ovoce); režisérem filmu byl Jacques Rémy. Další reportáže, tentokrát pro Musée de l'Homme (Muzeum člověka) a ministerstvo informací ji zavedly do Patagonie a Ohňové země.

### Poválečná léta
V roce 1946 se vrátila z exilu do Francie a uspořádala výstavu fotografií z Latinské Ameriky. V roce 1947 byla přijata, jako první žena, do agentury Magnum Photos na pozvání jednoho z jejích zakladatelů, fotografa Roberta Capy.
Pracovala jako fotoreportérka a fotožurnalistka a cestovala pracovně do USA, Kanady a zemí Latinské Ameriky (Peru, Ekvádoru, Bolívie a Brazílie). Gisèle Freundová byla také znalkyní a propagátorkou francouzské literatury a na svých četných cestách po světě pořádala přednášky a konference o francouzské literatuře v němčině, angličtině, francouzštině i španělštině. V roce 1948 se rozvedla. V roce 1950 odjela přes Uruguay do Argentiny, kde, opět pro časopis Life, udělala fotografickou reportáž ze života Evity Perónové. Tuto akci provázel skandál, který se řešil na diplomatické úrovni. Fotografka zachytila manželku argentinského prezidenta Evitu, která ráda vystupovala v roli ochránkyně chudých, na snímku s veškerou okázalostí a přepychem, kterým se ve skutečnosti obklopovala. V letech 1950–1952 pobývala v Mexiku, kde poznala a fotografovala osobnosti uměleckého a literárního světa Fridu Kahlo, Diega Riveru, José Clemente Orozcu a další. Při cestách po zemích Latinské Ameriky vznikl také portrét chilského básníka Pabla Nerudy.
V roce 1954 ukončila nuceně svoji spolupráci s agenturou Magnum. Z politických důvodů, jako komunistce, jí bylo odmítnuto vízum do USA a agentura Magnum se obávala o svoji pověst. Pracovala ale dále jako nezávislá fotografka pro řadu renomovaných časopisů (Paris Match, Art et décoration, Images du Monde, Verve) vystavovala svá díla a publikovala své knihy. Zároveň pořizovala další portréty slavných spisovatelů a umělců jakými byli Henry Miller, Tennessee Williams, John Steinbeck, Alexandr Solženicyn, Le Corbusier, Marguerite Duras, Henri Matisse nebo Pierre Bonnard.

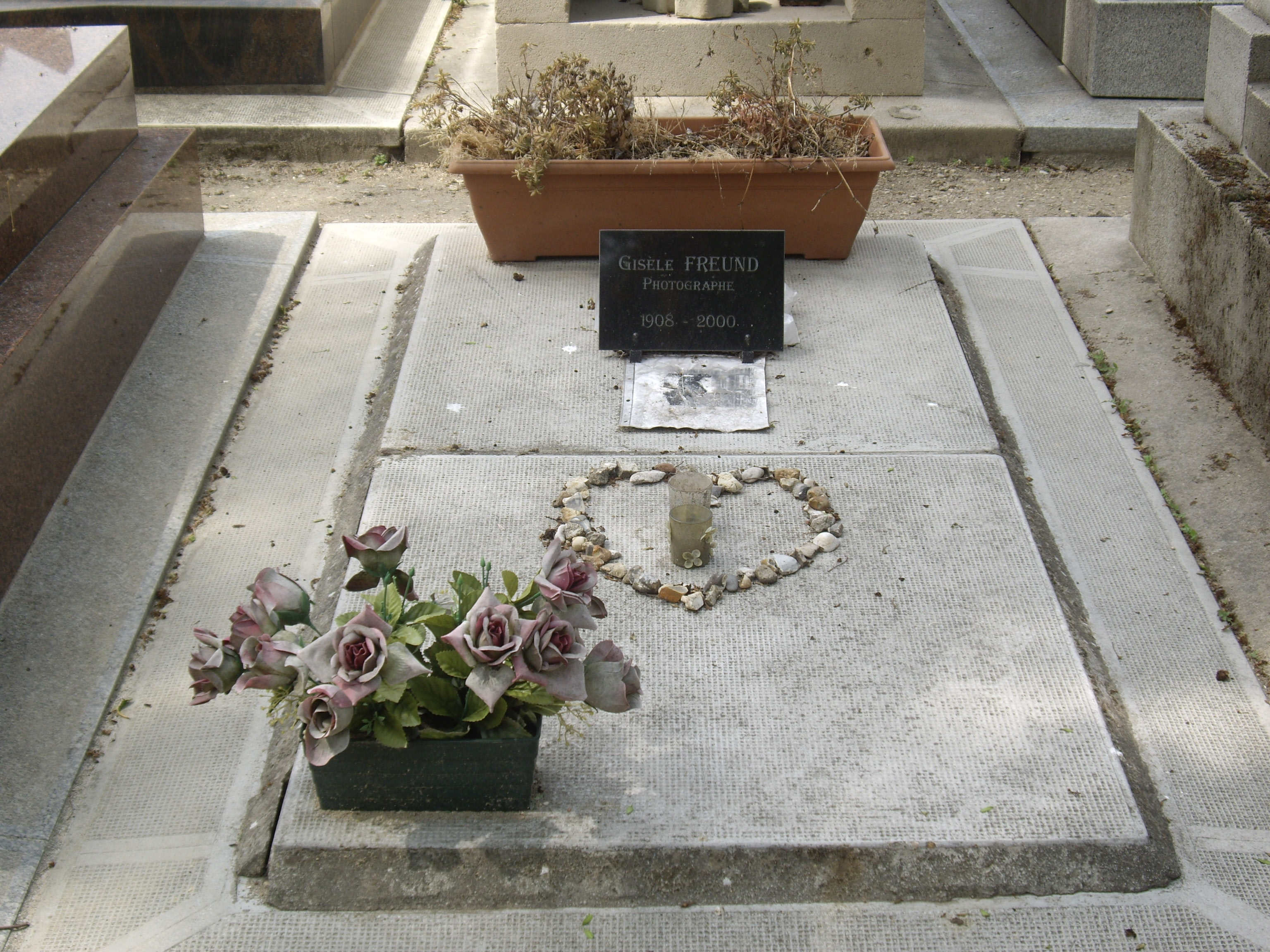
Gisèle Freundová je pohřbena na hřbitově Montparnasse

Od poloviny 60. let ustávala její fotografická činnost. Gisèle Freundová se věnovala uspořádání svého archivu portrétů a publikační činnosti. V roce 1977 se stala prezidentkou Féderation française des associations de photographes créateurs (Francouzské federace společností fotografických tvůrců). V roce 1981 byla vybrána k pořízení oficiálního portrétu francouzského prezidenta Françoise Mitterranda. Za svoji fotografickou tvorbu obdržela několik cen a vyznamenání. Kromě profesionality byla oceňována její odvaha, společenská angažovanost a vůle překonávat překážky. Před svou smrtí darovala francouzskému státu více než 200 svých fotografií. Zemřela 30. března 2000 v Paříži a je pohřbena ve 12. oddílu hřbitova na Montparnasse. Je to blízko domu, kde bydlela a měla svůj ateliér.

## Ocenění
- 1978 – Cena za kulturu Německé fotografické společnosti
- 1980 – Grand Prix national de la photographie
- 1983 – Řád čestné legie – rytíř[9]
- 1987 – Francouzský Národní řád za zásluhy

## Dílo
- La Photographie en France au XIX. siècle (Fotografie ve Francii 19. století), Paříž, Maison des Amis des Livres Adrienne Monnier, 1936, reedice Christian Bourgois Éditeur, 2011
- Mexique précolombien (Předkolumbovské Mexiko), Neuchâtel, Ides&Calendes, 1954
- James Joyce à Paris. Ses dernières années. (James Joyce v Paříži. Jeho poslední roky.), 1965
- Le monde et ma caméra (Svět a můj fotoaparát), Paříž, Denoël Gonthier, 1970
- Photographie et sociéte (Fotografie a společnost), Seuil, 1974 (ISBN 2-02-000660-X)
- Mémoires de l'œil (Memoáry oka), Seuil, 1977
- Trois jours avec Joyce (Tři dny s Joycem), Paříž, Denoël Gonthier, 1983
- Itinéraires (Cestovní plány), Paříž, Albin Michel, 1985

## Významné výstavy
- 1963 – Francouzská národní knihovna, Paříž, Francie
- 1968 – Musée national d'art moderne, Paříž, Francie
- 1975 – Robert Schoelkopf Gallery, New York, Spojené státy americké
- 1978 – Harcus Krakow Gallery, Boston, Spojené státy americké
- 1979 – Sidney Janis Gallery, New York, Spojené státy americké
- 1981 – Center for Creative Photography, Tucson, Spojené státy americké
- 1982 – Koplin Gallery, Los Angeles, Spojené státy americké
- 1983 – Stanford University Museum, Stanford, Spojené státy americké
- 1991 – Centre Georges Pompidou, Paříž, Francie
- 2002 – Centre de Cultura Contemporania, Barcelona, Španělsko
- 2004 – Sala Municipal de San Benito, San Benito, Španělsko
- 2005 – FNAC Verona, Verona, Itálie
- 2008 – Galleria Carla Sozzani, Milán, Itálie
- 2008–2009 – Willy Brandt Haus, Berlín, Německo (ke 100. výročí narození)
- 2010–2011 – Kunsthalle Jesuitenkirche, Aschaffenburg, Německo
- 2011–2012 – Fondation Pierre Bergé-Yves Saint-Laurent, Paříž, Francie

## Závěr
Gisèle Freundová po sobě zanechala rozsáhlé černobílé i barevné fotografické dílo. Byla jednou z mála fotografů, kteří se věnovali též historii fotografie. Portréty jejích přátel spisovatelů i dalších umělců, spolu s jejími fotoreportážemi, nesouzněly s konvencemi doby. Měla talent vidět a zachycovat opravdovou tvář lidských bytostí, skrývanou často za sociální maskou. Její fotoportréty jsou zároveň analýzou zobrazovaných osobností, jejich životních postojů a jsou v souladu s charakteristickými rysy jejich tvorby. Patřila k těm fotografům, kteří nenechávali portrétované osoby pózovat v ateliéru, ale fotografovala je v jejich prostředí. 